# Diskografija Roberta Planta
Diskografija britanskog glazbenika Roberta Planta. Tijekom svoje glazbene karijere objavio je 11 studijskih albuma, 1 uživo album, 2 kompilacijska albuma i 33 singla.

## Albumi

### Solo studijski albumi
| Godina | Album                    | Pozicija | Pozicija | Naklada             | Naklada |
| Godina | Album                    | US       | UK       | RIAA                | BPI     |
| ------ | ------------------------ | -------- | -------- | ------------------- | ------- |
| 1982.  | Pictures at Eleven       | 5        | 2        | Platinasti          | Srebrni |
| 1983.  | The Principle of Moments | 8        | 7        | Platinasti          | Zlatni  |
| 1985.  | Shaken 'n' Stirred       | 20       | 19       | Zlatni              | —       |
| 1988.  | Now and Zen              | 6        | 10       | 3× Multi-Platinasti | Zlatni  |
| 1990.  | Manic Nirvana            | 12       | 15       | Zlatni              | Srebrni |
| 1993.  | Fate of Nations          | 34       | 6        | Zlatni              | Srebrni |
| 2002.  | Dreamland                | 40       | 20       | —                   | —       |
| 2005.  | Mighty ReArranger        | 22       | 4        | —                   | Srebrni |

### Suradnja na albumima
| Godina | Album                                            | Izvođač       | Pozicija | Pozicija | Naklada    | Naklada    |
| Godina | Album                                            | Izvođač       | US       | UK       | RIAA       | BPI        |
| ------ | ------------------------------------------------ | ------------- | -------- | -------- | ---------- | ---------- |
| 1984.  | The Honeydrippers: Volume One                    | Jimmy Page    | 4        | 56       | Platinasti | —          |
| 1994.  | No Quarter: Jimmy Page and Robert Plant Unledded | Jimmy Page    | 4        | 7        | Platinasti | Zlatni     |
| 1998.  | Walking into Clarksdale                          | Jimmy Page    | 8        | 3        | Zlatni     | —          |
| 2007.  | Raising Sand                                     | Alison Krauss | 2        | 2        | Platinasti | Platinasti |

### Kompilacijski albumi
| Godina | Album                 | Pozicija | Pozicija |
| Godina | Album                 | US       | UK       |
| ------ | --------------------- | -------- | -------- |
| 2003.  | Sixty Six to Timbuktu | 134      | 27       |
| 2006.  | Nine Lives            | —        | —        |

## Singlovi
| Godina | Singl                                                 | Pozicija          | Pozicija                   | Pozicija    | Album                                                         |
| Godina | Singl                                                 | Billboard Hot 100 | Hot Mainstream Rock Tracks | UK singlovi | Album                                                         |
| ------ | ----------------------------------------------------- | ----------------- | -------------------------- | ----------- | ------------------------------------------------------------- |
| 1981.  | "Little Sister" (Rockpile zajedno s Robertom Plantom) | —                 | 8                          | —           | Concerts for the People of Kampuchea                          |
| 1982.  | "Burning Down One Side"                               | 64                | 3                          | —           | Pictures at Eleven                                            |
| 1982.  | "Worse Than Detroit"                                  | —                 | 10                         | —           | Pictures at Eleven                                            |
| 1982.  | "Pledge Pin"                                          | 74                | 11                         | —           | Pictures at Eleven                                            |
| 1982.  | "Slow Dancer"                                         | —                 | 19                         | —           | Pictures at Eleven                                            |
| 1982.  | "Far Post"                                            | —                 | 12                         | —           | samo singl                                                    |
| 1983.  | "Big Log"                                             | 20                | 6                          | 11          | The Principle of Moments                                      |
| 1983.  | "Other Arms"                                          | —                 | 1                          | —           | The Principle of Moments                                      |
| 1983.  | "In the Mood"                                         | 39                | 4                          | —           | The Principle of Moments                                      |
| 1983.  | "Horizontal Departure"                                | —                 | 44                         | —           | The Principle of Moments                                      |
| 1984.  | "Sea of Love" (The Honeydrippers)                     | 3                 | 11                         | —           | The Honeydrippers: Volume One                                 |
| 1985   | "Rockin' at Midnight" (The Honeydrippers)             | 25                | 8                          | —           | The Honeydrippers: Volume One                                 |
| 1986.  | "Little By Little"                                    | 36                | 1                          | —           | Shaken 'n' Stirred                                            |
| 1986.  | "Sixes and Sevens"                                    | —                 | 18                         | —           | Shaken 'n' Stirred                                            |
| 1986.  | "Too Loud"                                            | 108               | —                          | —           | Shaken 'n' Stirred                                            |
| 1988.  | "Heaven Knows"                                        | —                 | 1                          | 33          | Now and Zen                                                   |
| 1988.  | "Ship of Fools"                                       | 84                | 3                          | —           | Now and Zen                                                   |
| 1988.  | "Tall Cool One"                                       | 25                | 1                          | —           | Now and Zen                                                   |
| 1989.  | "Walking Towards Paradise"                            | —                 | 39                         | —           | Now and Zen                                                   |
| 1990.  | "Big Love"                                            | —                 | 35                         | —           | Manic Nirvana                                                 |
| 1990.  | "Hurting Kind (I've Got My Eyes on You)"              | 46                | 1                          | —           | Manic Nirvana                                                 |
| 1990.  | "I Cried"                                             | —                 | 39                         | —           | Manic Nirvana                                                 |
| 1990.  | "Tie Dye on the Highway"                              | —                 | 6                          | —           | Manic Nirvana                                                 |
| 1990.  | "You Ma Said You Cried in Your Sleep Last Night"      | —                 | 8                          | —           | Manic Nirvana                                                 |
| 1993.  | "29 Palms"                                            | 111               | 4                          | 21          | Fate of Nations                                               |
| 1993.  | "Calling to You"                                      | —                 | 3                          | —           | Fate of Nations                                               |
| 1993.  | "I Believe"                                           | —                 | 21                         | —           | Fate of Nations                                               |
| 1994.  | "Galows Pole"                                         | —                 | 2                          | —           | No Quarter: Jimmy Page and Robert Plant Unledded (Jimmy Page) |
| 1994.  | "Thank You"                                           | —                 | 13                         | —           | No Quarter: Jimmy Page and Robert Plant Unledded (Jimmy Page) |
| 1998.  | "Most High"                                           | —                 | 1                          | —           | Walking into Clarksdale (Jimmy Page)                          |
| 1998.  | "Shining in the Light"                                | —                 | 6                          | —           | Walking into Clarksdale (Jimmy Page)                          |
| 2002.  | "Darkness, Darkness"                                  | —                 | 27                         | —           | Dreamland                                                     |
| 2005.  | "Shine It All Around"                                 | —                 | 18                         | 32          | Mighty ReArranger                                             |
| 2007.  | "Gone, Gone, Gone (Done Moved On)"                    | —                 | —                          | —           | Raising Sand (w/ Alison Krauss)                               |
| 2008.  | "Please Read the Letter"                              | —                 | —                          | —           | Raising Sand (w/ Alison Krauss)                               |

## Vanjske poveznice
- Službena diskografija Roberta Planta